# شورفهایده (مونیکیپالیتی)
شورفهایده (به آلمانی: Schorfheide) یک شهر در آلمان است که در بارنیم واقع شده‌است. شورفهایده ۱۰٬۳۴۲ نفر جمعیت دارد.

## خواهرخوانده
شهرهای کرشنبرویش، Mielno و Dorossiamasso خواهرخوانده‌های شورفهایده (مونیکیپالیتی) هستند.